# Pardon Lul
Pardon is een Nederlandse gagstrip die wordt geschreven en getekend door striptekenaar Hein de Kort. De Kort tekende deze strip in zijn typische wat morsige, vlekkerige stijl die in Frankrijk weleens de "ligne crade" (vuile lijn) wordt genoemd. De strip werd vanaf 1984 gepubliceerd in Nieuwe Revu en later in Penthouse. Al in 1984 verscheen de eerste verzameling van deze strip bij uitgeverij Espee onder de titel U staat op mijn hond... je. Van 1997 t/m 2003 werden drie albums uitgegeven door Big Balloon en één door Uitgeverij M.
De naam Pardon Lul werd ook gebruikt voor de korte serie van zes magazines van 1988 t/m 1991, waarin De Kort zijn eigen werk publiceerde, evenals dat van collega's Philippe Vuillemin, Willem, Eric Schreurs, Gezellig & Leuk, Kamagurka en Edwin Hagedoorn.